# Robert T. Odeman
Robert T. Odeman (* 30. November 1904 in Blankenese; † 14. Januar 1985 in Berlin; mitunter auch Odemann geschrieben, bürgerlicher Name Martin Hoyer) war ein deutscher Kabarettist, Dichter und Pianist.

## Leben
Robert T. Odeman wurde als Martin Hoyer am 30. November 1904 in Blankenese geboren. Nach einer Ausbildung zum Tischler studierte er Klavier und trat einige Jahre erfolgreich als Pianist auf. Er begleitete Stummfilme in vielen Hamburger Kinos. Aufgrund einer Verletzung an der Hand musste er das Klavierspiel aufgeben und wandte sich dem Theater zu.
1922 lernte er den Architektur-Studenten Martin Ulrich Eppendorf (Spitzname: Muli) kennen, mit dem er zehn Jahre zusammenlebte, bis sein Lebensgefährte 1932 verstarb. 1933 übernahm er die musikalische Leitung des Neuen Theaters in Hamburg. 1935 gründete er in Berlin ein Kabarett, das aber schon kurz nach seiner Eröffnung durch die Gestapo geschlossen wurde.
Im November 1937 wurde er wegen seiner Liebe zu einem Hamburger Buchhändler von der Gestapo verhaftet und nach Paragraph 175 des Strafgesetzbuchs zu 27 Monaten Haft verurteilt, die er in Plötzensee und anderen Berliner Strafanstalten absaß.
Nach seiner Entlassung war Odeman mit Berufsverbot belegt und durfte nicht öffentlich auftreten.
Auch eine Scheinbeziehung mit der Sängerin Olga Rinnebach konnte nicht verhindern, dass er 1942 erneut inhaftiert wurde. Seine Haftstrafe saß er unter schweren Haftbedingungen im KZ Sachsenhausen ab. Im KZ hatte er den Posten eines Blockschreibers inne. Unter nicht eindeutig geklärten Umständen gelang ihm im Frühjahr 1945 die Flucht aus dem KZ.
Nach dem Krieg beteiligte er sich – vor allem in Hamburg – am Aufbau des kulturellen Lebens, absolvierte eine Schauspielerausbildung und trat in verschiedenen Theatern und Produktionen auf. Satirische Gedichte, die Odeman schrieb, erschienen in Buchform, wurden von Musikern wie Charles Kálmán und Norbert Schultze vertont und auf Musik- und Sprechplatten veröffentlicht, deren letztere Odeman auf Anregung der Schauspielerinnen Pamela Wedekind und Ursula Herking selbst besprach.
1959 lernte er in Berlin den damals 25-jährigen Günter Nöring (1933–2006) kennen, den er Kai („aus der Kiste“) nannte, und mit dem er bis zu seinem Tod zusammenblieb. Da die beiden sich nicht heiraten durften, adoptierte Odeman seinen jüngeren Lebensgefährten, der fortan den Doppelnamen Günter Odeman-Nöring führte.
1985 starb Robert T. Odeman nach langer Bettlägerigkeit 80-jährig in Berlin-Grunewald.

## Posthume Ehrung
Am 16. Dezember 2004 veranstaltete das Schwule Museum in Berlin anlässlich des 100. Geburtstages von Robert T. Odeman eine Gedenkfeier, bei der Günther Odeman-Nöring und der Schauspieler Heinz Lutter Texte von Odeman rezitierten und aus dessen Leben erzählten. Auch eine neue CD wurde vorgestellt.

## Werke
Robert T. Odeman schrieb über 50 satirische Gedichte, es erschienen bei Blanvalet Berlin (heute Random House Verlag) u. a.:
- Kein Blatt vorm Mund
- Frechdachsereien eines Junggesellen
- Unkraut vergeht nicht
- Der kleine Zauberberg
- Die Hochzeit zu Kanaa

## Sprechplatten
Bei Telefunken erschienen innerhalb der Reihe Wort und Stimme mehrere überaus erfolgreiche Sprechplatten, auf denen er Auswahlen aus seinen Gedichtbänden sprach, u. a.:
- Der Alltag ist nicht grau – Verse eines Unverbesserlichen
- Damen bitte weghören
- Reden wir nicht darüber
- Ungeschminkt bei feinen Leuten
- Verse eines dreisten Zeitgenossen
- Ganz unter uns

## Vertonungen
- Norbert Schultze – Pampelmusenküsse. 13 Chansons nach Gedichten von Robert T. Odeman
- Diverse – Robert T. Odeman: Die Zeit vergeht. Ein Portrait in historisch z. T. unveröffentlichten Aufnahmen von 1934–1978

## Hörbücher
- Dunkler Anzug erbeten (Sprecher: Michael H. Gloth)